# Yōko Kamikawa
Yōko Kamikawa (1 de marzo de 1953) es una política japonesa y ex investigadora de un grupo de expertos que se ha desempeñado como Ministra de Relaciones Exteriores desde septiembre de 2023. Se desempeñó como Ministra de Justicia de septiembre de 2020 a octubre de 2021, y también se desempeñó como Ministra de Estado para la Igualdad de Género y Asuntos Sociales en los gabinetes de Shinzō Abe y Yasuo Fukuda. Es miembro de la Cámara de Representantes desde diciembre de 2012.

## Biografía
Estudió relaciones internacionales en la Universidad de Tokio hasta 1977. Luego trabajó para el Instituto de Investigación Mitsubishi . En 1988, obtuvo una maestría en la Harvard Kennedy School como estudiante de Fulbright . Durante este tiempo también trabajó como empleada del senador estadounidense Max Baucus. Luego se desempeñó como presidenta del instituto de investigación Globalink.
En 2000 fue diputada por el distrito 1 electoral de Shizuoka al Shūgiin (2003 a 2005 mediante representación proporcional en Tōkai). Dentro del PLD pertenece a la entonces facción Koga, hoy facción Kishida. Desde noviembre de 2005, Kamikawa fue secretario de estado parlamentario  en el Sōmushō ("ministerio de asuntos generales",  o "ministerio de asuntos internos y comunicaciones" en inglés).
El primer ministro Shinzō Abe la nombró ministra de estado para la igualdad de género y la lucha contra la disminución de la natalidad durante la reorganización de su gobierno en agosto de 2007. Como muchos ministros del gabinete de Abe, tuvo que admitir errores en sus informes anuales sobre fondos políticos.  El primer ministro Yasuo Fukuda aceptó en su gabinete, pero no la incluyó en la reorganización del gabinete de agosto de 2008.
En septiembre de 2013 hasta septiembre de 2014, fue "viceministra" actualmente "ministro de estado" en el Sōmushō. Luego asumió la presidencia del comité social y laboral de Shūgiin. En octubre de 2014, Shinzō Abe la nombró para el gabinete, donde reemplazó a la dimitida ministra de justicia Midori Matsushima y mantuvo este puesto hasta el tercer gabinete de Abe. Desde la reorganización del gabinete el 3 de agosto de 2017 hasta la reorganización del gabinete en octubre de 2018, volvió a ser ministra de justicia.